# Nothando Vilakazi
Nothando "Vivo" Vilakazi, née le 28 octobre 1988, est une footballeuse internationale sud-africaine évoluant au poste de défenseure aux Palace Super Falcons et en équipe d'Afrique du Sud.
Dans le monde du football, elle est surnommée "Vivo".

## Biographie
Nothando Vilakazi est née à Middelburg, en Afrique du Sud, le 28 octobre 1988. Elle joue pour une équipe de garçons entre l'âge de 9 et 14 ans, puis elle commence à jouer avec des filles. À l'âge de 17 ans, elle joue en Sasol League pour l'équipe des Highlanders. Elle termine sa scolarité à la TuksSport High School, associée au High Performance Centre de l'Université de Pretoria, pour laquelle elle est sélectionnée alors qu'elle représentait Mpumalanga lors d'un tournoi.

### En club
Vilakazi joue en faveur des Palace Super Falcons, après avoir joué pour les Moroka Swallows.

### En équipe nationale
Elle fait ses débuts internationaux avec l'équipe d'Afrique du Sud contre le Ghana en 2007. Vilakazi est une joueuse cadre de l'équipe dirigée par Vera Pauw. Vilakazi fait partie de l'équipe sud-africaine qui atteint la finale du championnat d'Afrique 2012, en étant battue par la Guinée équatoriale.
En tant que membre de l'équipe sud-africaine, elle participe aux Jeux olympiques d'été de 2012 organisés à Londres au Royaume-Uni, et aux Jeux olympiques d'été de 2016 qui se déroulent à Rio de Janeiro au Brésil,. Elle joue six matchs lors du Tournoi olympique 2016. Vilakazi continue à figurer en équipe nationale après la prise de fonction au poste de sélectionneuse de Desire Ellis après les Jeux olympiques.
Elle fait ensuite partie des 23 joueuses sud-africaines retenues afin de participer à la Coupe du monde 2019 organisée en France.

## Palmarès
- Finaliste de la Coupe d'Afrique des nations en 2012 et 2018 avec l'équipe d'Afrique du Sud